# Iancu Flondor

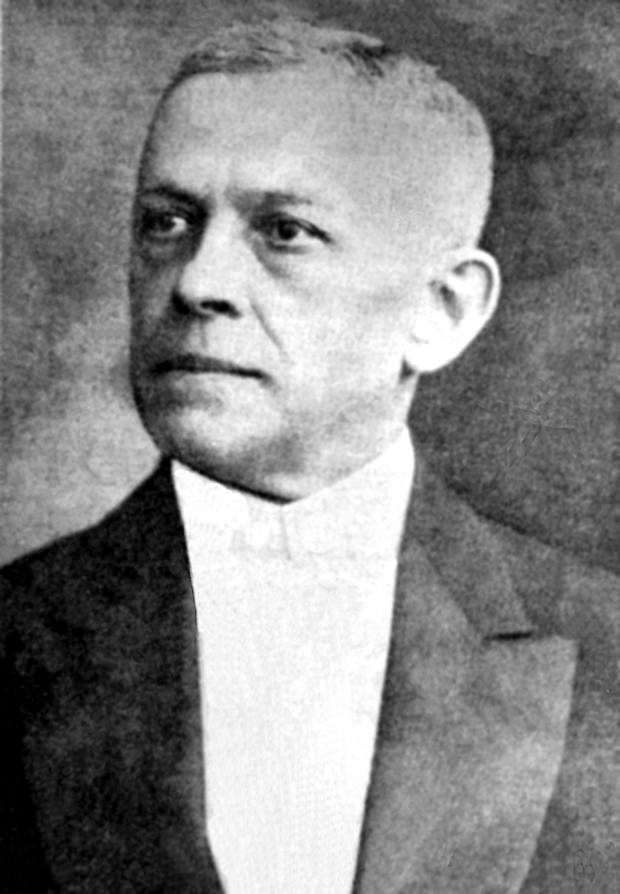
Iancu Flondor 1919

Iancu Flondor (n. 3 august 1865, Storojineț, Ducatul Bucovinei, Imperiul Austriac – d. 19 octombrie 1924, Cernăuți, România) a fost un om politic român din Bucovina, care a militat pentru unirea acesteia cu Regatul României. Era membru al familiei nobiliare Flondor.

## Studii
Iancu cavaler de Flondor s-a născut la data de 16 august 1865 în orașul Storojineț (pe atunci în Imperiul Austriac, astăzi în Ucraina) în familia boierului român Gheorghe cavaler de Flondor (1828-1892). Tatăl lui Iancu Flondor, Gheorghe cavaler de Flondor, mare proprietar la Storojineț era fiul lui Nicolai cavaler de Flondor, născut în Milie (1795-1864) și căsătorit în Storojineț cu Ecaterina von (de) Cârste, fiică a lui Teodor cavaler de Cârste și a Smarandei (născută von Ralli). Mama sa, Isabella născută von Dobrowolski de Buchenthal (1835- 1890), o cunoscută pianistă, provenea din Rogojești. Părinții Isabellei au fost Teodor Dobrowolski von Buchenthal și Elena Petrino. Isabella Dobrowolski a avut o soră, Ludmila, căsătorită Ianoș. Familia Dobrowolski a fost de origine poloneză, însă încă în secolul XVIII s-a romanizat prin căsătorii.
Familia Dobrowolski a obținut la 1800 un titlu de  noblețe polonez, iar mai târziu, în Bucovina, titlul nobiliar austriac de Ritter  (Cavaler) cu predicatul "von Buchenthal".
Tatăl lui Iancu Flondor, Gheorghe Flondor a fost deputat al Corpului al doilea electoral al Curiei (curie = corp electoral - pe timpul dominației habsburgice) marii proprietăți în legislatura I (1861-1866) al Curiei comunelor rurale (Storojineț), în legislatura a IV-a (1871-1877), a V-a (1878-1883), a VI-a (1884-1889) și a VII-a (1890-1891). A fost membru al Partidei federalist-autonomiste, apoi al celei conservatoare și al Partidului Național Român „Concordia.”
Iancu Flondor este descendentul unei vechi familii boierești, care a deținut dregătorii și a avut moșii în Țara de Sus a Moldovei. Familia Flondor  era  înrudită din vechime  cu familiile Balș, Buhuș, Ureche și alte familii mari ale Moldovei. S-a  căsătorit, la 11 februarie 1899, cu Elena de Zotta (n. 19 decembrie 1876- d. 1918), fiica lui Ioan  (Iancu) cavaler de Zotta și a Elenei, născută Hurmuzaki . Cei doi căsătoriți erau ortodocși după tată și catolici după mamă..Ei au fost cununați însă în rit ortodox de către preotul paroh  al localității  Gogolina, districtul Cernăuți. De menționat că Elena de Zotta, sora genealogistului Sever Zotta, a fost inițial căsătorită cu Emanoil Flondor (deputat). Elena Flondor, soția lui Iancu, a fost descrisă de Valeriu Braniște ca „o doamnă foarte distinsă și de o cultură superioară.”  Iancu și  Elena Flondor  au  avut trei copii, Șerban (n.1900, d. 1971), Neagoe (n.1901, d. 1952) și Mircea (n.1908, d. 1927). Arhivat în 25 februarie 2007, la Wayback Machine. Iancu Flondor a mai avut o fiică adoptivă, Maria Flondor (1896-1942), din prima căsătorie a soției sale. Aceasta era poetă și în perioada 1933-1940 a publicat versuri în revista „Cuget Moldovenesc” sub pseudonimul Maria Dela Cozia. Maria Flondor a fost căsătorită cu profesorul Gheorghe A. Cuza. Versurile sale au fost publicate postum în placheta de versuri Poezii, Iași, 1942. O genealogie a familiei Flondor a fost elaborată de Sever Zotta, director al Arhivelor Statului din Iași și publicată în anul 1933 În Arhivele Statului, București, fond Iancu Flondor se găsesc diploma de absolvire a Universității din Cernăuți și cea de doctor în Drept a celei din Viena, brevetul de locotenent de rezervă al armatei austriece (1887), brevetul "Crucea comemorativă a războiului din 1916-1918", brevetul de membru al Ordinului Coroana României în grad de  "Mare cruce", acordat de regele Ferdinand I (1918) etc. Trebuie precizat că în Arhivele Naționale ale României, București, fondul personal Iancu Flondor conține 77 dosare, unde se găsesc documente originale, adrese, scrisori referitoare la familia Flondor, pe de o parte, și la viața Bucovinei de dinainte și de după Unirea din 1918, pe de altă parte..
După absolvirea studiilor secundare la Liceul German din Cernăuți (k.k. Ober-Gymnasium in Czernowitz) cu diplomă de bacalaureat (în 1884), a studiat la Facultatea de Drept a Universității "Franz Joseph" din Viena (1885-1888). A obținut titlul științific de Doctor în Drept la  Universitatea din Viena (k.k.Universität zu Wien) (în 1894), sub numele Flondor Johann, Ritter von (din) Storojineț.
În urma serviciului militar (efectuat într-un regiment de husari în Cernăuți) a obținut brevetul de locotenent de rezervă.
În anul 1892, după moartea tatălui său se stabilește la moșia sa de la Storojineț și ia conducerea moșiilor Storojineț, Ropcea, Milie  și Broscăuți. Se dedică activității politice, devenind un lider politic al românilor din Bucovina și militând pentru unirea națională a tuturor românilor.
Pentru sprijinirea emancipării intelectuale și politice a țăranilor de pe moșia sa (Storojineț), Iancu Flondor a susținut crearea în 1896 a Societății de citire "Crai Nou". Această Societate depindea de asociația  "Școala Română" din Suceava.

## Începuturile carierei politice
Iancu Flondor s-a implicat în viața politică a Bucovinei încă de la sfârșitul anilor '80 ai secolului al XIX-lea, făcând parte din gruparea politică a "tinerilor" români, alături de George Popovici, Grigore Filimon, Florea Lupu, Constantin Morariu, Zaharia Voronca, Constantin Isopescu-Grecul ș.a. Această grupare a acționat în paralel cu organizațiile politice oficiale, nefiind acceptați în rândul elitei politice românești o anumită perioadă.
Materializarea acestei colaborări s-a realizat prin organizarea unei mari adunări politice a românilor în Cernăuți, la 7 martie 1892, care a decis coagularea tuturor forțelor politice românești într-un partid național unit, reprezentat prin societatea politică «Concordia». Această dată este considerată de către istoriografi drept moment al creării Partidului Național Român din Bucovina. Societatea Concordia a fost înființată de Modest de Grigorcea din Carapciu pe Siret, viitorul președinte al Societății. Structura respectivă urma să se întemeieze pe programul publicat cu un an  mai devreme în paginile "Gazetei Bucovinei", organ de presă care a fost susținut și de Iancu Flondor. Deși "tinerii" s-au implicat activ în campania electorală, reprezentanții "bătrânilor" lideri politici conservatori bucovineni au obținut majoritatea mandatelor încredințate românilor, acest fapt conducând la perpetuarea atitudinii moderate în rândurile clasei politice conducătoare românești. „Tinerii” s-au declarat nemulțumiți și au început să-i acuze pe membrii Dietei și ai Comitetului Țării de faptul că nu foloseau limba română în aceste foruri, preferând germana și că nu serveau românismul în măsura dictată de imperativele epocii.
În anul 1897, gruparea "tinerilor", nemulțumiți de politica pasivă promovată de elita tradițională a bătrânilor boieri de la „Concordia”, de absența unor acțiuni ferme și de accentuarea disensiunilor între membrii conducerii societății "Concordia" și unii deputați ai Dietei și Parlamentului imperial, în frunte cu Iancu Flondor și juristul Gheorghe Popovici (poetul Teodor Robeanu), s-a constituit într-un comitet cu scopul de a contribui la structurarea unui partid național puternic. Noua formațiune politică formată (denumită ulterior Partidul Poporal Național Român sau Partidul Național Radical Român) a încercat să  preia  conducerea Partidului Național Român din Bucovina. Organul de presă  al partidului a  devenit ziarul "Patria" (1897-1900), având ca principal finanțator pe Iancu Flondor, ziar editat de transilvăneanul Valeriu Braniște.
Tânăra generație de politicieni susținea un radicalism în viața politică și în atitudinea față de administrația Bucovinei, dorind spre deosebire de conservatori, să emancipeze masele românești (țărani, meseriași, intelectuali din lumea satelor și din orașe), conștientizând necesitatea formării unui suport social pentru derularea luptei contra tendințelor ce aduceau prejudicii întregii națiuni.
În august 1898, după retragerea lui Victor baron (1880) de Stârcea din viața politică, în fruntea Partidului Național Român a fost ales Ioan Lupul, căpitanul țării, iar liderii "tinerilor", Iancu Flondor și Modest Grigorcea au devenit vicepreședinți. În toamna anului 1898 Iancu Flondor a fost ales deputat în Dieta Bucovinei, cu unanimitate de voturi, din partea Colegiului II al marilor proprietari. Cu prilejul inaugurării sesiunii Dietei Bucovinei la 28 decembrie 1898, Iancu Flondor a afirmat că va lupta pentru promovarea dreptului autohtonilor la utilizarea limbii materne: „Voi lucra totdeauna într-acolo ca limba noastră să domineze nu numai în cameră, ci să fie întrebuințată și în actele oficiului". În toamna anului 1918 a fost primar al orașului Storojineț.

Bustul lui Iancu Flondor din Rădăuți. Sculptor Marcel Mănăstireanu

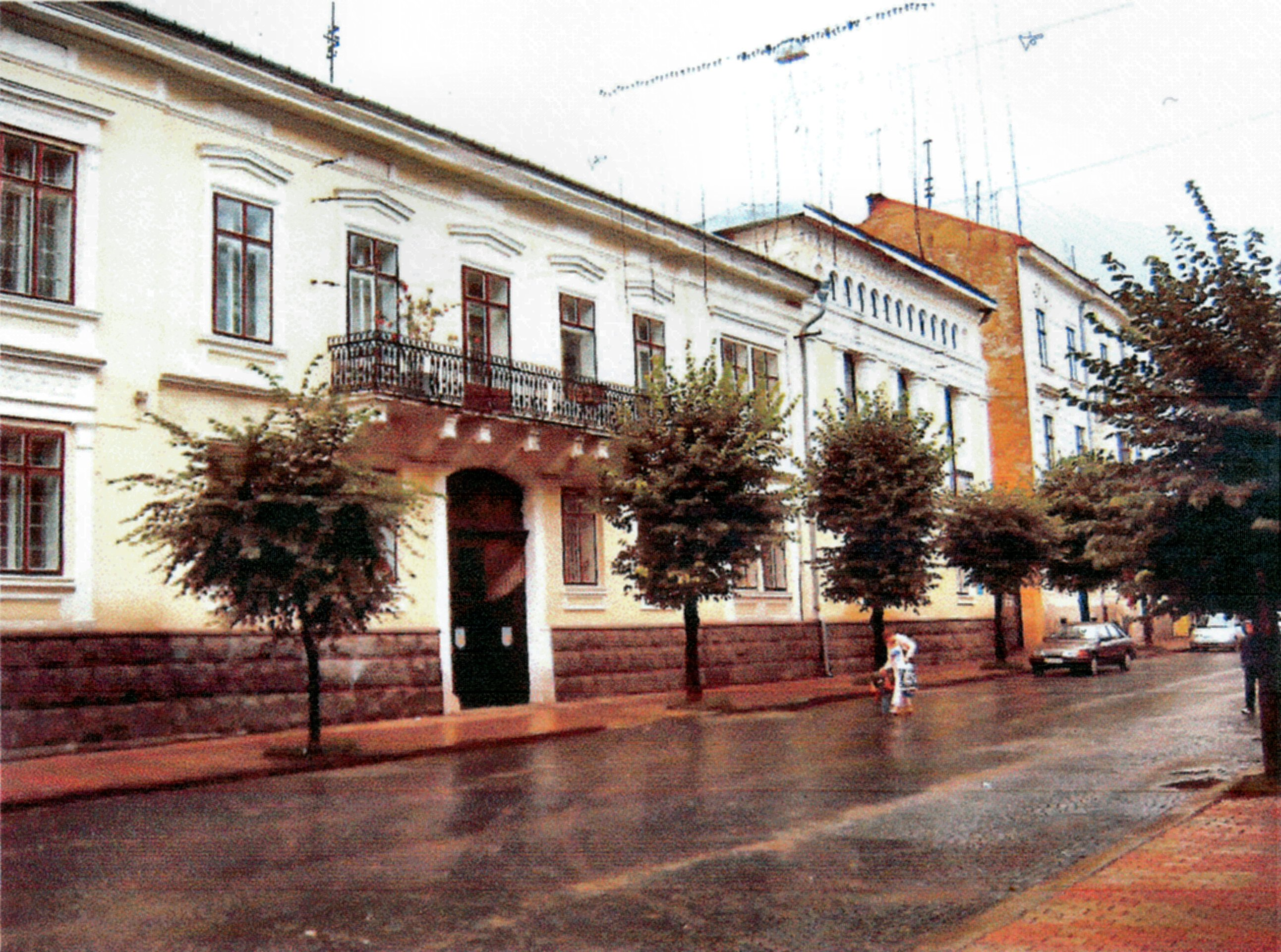
Fosta stradă Iancu Flondor cu „Wassilko-Palais“

## Militant unionist
În urma manevrelor autorităților austriece, în martie 1900, o parte din membrii partidului (gruparea conservatoare) pactizează cu oficialitățile bucovinene, motiv pentru care Flondor demisionează din partid în același an. Împreună cu Gheorghe Popovici și Ioan Țurcan, întemeiază Partidul Național Poporal, având ca organ de presă "Deșteptarea" (înființat în 1893). Președinte al noului partid a fost ales George Popovici, iar Iancu Flondor a fost desemnat președinte al Comitetului Central al partidului, devenind șef al formațiunii după plecarea lui George Popovici în România, în anul 1901.
În ianuarie 1902, PNR se distanțează de politica guvernatorului Friedrich von Bourguignon Freiherr von Baumberg (1897-1903) și astfel, în iunie 1902, are loc împăcarea și unificarea celor două partide sub denumirea de Partidul Național Român, sub conducerea lui Iancu Flondor.
Cu toate acestea, în iunie 1904 are loc o nouă dizidență, alături de democrații lui Aurel Onciul, părăsește partidul și gruparea conservatorilor, care se temeau să nu li se aplice eticheta de iredentism pe care o purta Flondor. La data de 17 iunie 1904, Iancu Flondor demisionează definitiv din Partidul Poporal Național Român, retrăgându-se la moșia sa de la Storojineț. Din noiembrie 1904, publicația acestui partid, „Deșteptarea poporului” și-a încetat apariția.
Forțele politice, regrupate din nou în 1908 în cadrul Partidului Creștin Social Român (PCSR) din Bucovina, apelează tot la Iancu Flondor, acesta fiind ales ca președinte în lipsă la 19 octombrie 1908. Ca urmare a acordului intervenit între democrații lui Aurel Onciul și naționali, în ianuarie 1909, PCSR din Bucovina și-a schimbat numele în Partidul Român, păstrându-și statutul și organizarea, iar conducerea partidului a devenit comitet național.
La 7 februarie 1909, Iancu Flondor reintră în viața politică ca președinte al Partidului Român, avându-i ca vicepreședinți pe Aurel Onciul, Zaharie Percec și Mihai Boca. Noua conducere a reluat programul său de la sfârșitul secolului al XIX-lea, urmărind antrenarea țărănimii române din Bucovina în lupta politică. În aprilie 1909 Iancu Flondor a pornit în fruntea a 600 țărani din satele Mahala, Ostrița și Buda, pentru a cere baronului Regner-Bleyleben, guvernatorul Bucovinei, anularea contractului de arendă încheiat de Fondul Religionar Ortodox cu Stammler, pentru moșiile din Mahala.
Cu toate acestea, în preajma campaniei electorale pentru Parlament și pentru Dieta Bucovinei din 1911, cele trei grupări ale Partidului, națională, democrată și conservatoare, au intrat în dispută pentru distribuirea mandatelor. Din cauza divergențelor interne apărute, Iancu Flondor a demisionat din nou, în noiembrie 1910, refuzând să mai revină în fruntea partidului, în pofida rugăminților membrilor de frunte ai partidului. El s-a retras din nou la Storojineț, mulțumindu-se, în toată această perioadă, cu postura de sfătuitor al oamenilor politici români din Bucovina și sprijinitor al mitropolitului Vladimir de Repta, în chestiunile privitoare la păstrarea caracterului românesc al Mitropoliei Bucovinei. Retragerea lui Iancu Flondor la Storojineț în noiembrie 1910 a însemnat și încetarea apariției gazetei „Patria”. În locul „Patriei” rămânea ca organ oficial al Partidului Național Român ziarul „Foaia poporului”.
Odată cu izbucnirea primului război mondial și deși era amenințat cu eventuale represalii din partea autorităților austriece, Flondor a refuzat să se refugieze în România afirmând că: "Mai am și răspunsuri nu numai față de mine și de familia mea. Eu stau în văzul tuturor. Ceea ce fac are repercusiuni în multe direcții. De aceea nu pot face ce mi-ar plăcea sau ar fi interesul meu imediat și personal. Trebuie să mă gândesc și la alții și la viitor" .

## Realizarea Unirii Bucovinei cu Patria Mamă
În perioada primului război mondial, Iancu Flondor și-a pierdut, în urma unui incendiu, conacul și întregul utilaj agricol. El a intervenit pe lângă comandantul rus, generalul Alexei Brusilov, în interesul populației bucovinene, lipsită de alimentele de bază și de posibilitatea de a se aproviziona și mereu amenințată cu deportări și cu rechiziții ale bunurilor. În anul 1917, Iancu Flondor a fost acuzat de către guvernul austriac de înaltă trădare și a scăpat cu viață numai datorită intervenției parlamentarilor români din Viena.
La 15 februarie 1915, Iancu Flondor i-a înaintat lui Ion I. C. Brătianu un Memoriu privitor la fruntariile Bucovinei prin intermediul deputatului Ioan Mavrocordat (din Dângeni). In acest Memoriu, Flondor îl informa pe Brătianu că la Cernăuți s-a constituit un comitet ucrainean care pregătește o hartă etnică a Nordului Bucovinei, pentru a fi încorporat Rusiei. În Memoriu, Flondor atrăgea atenția asupra criteriilor pe baza cărora urmează a fi stabilite fruntariile de nord ale Bucovinei și anume, principii istorice, etnice, economice și culturale. Acest Memoriu a fost interceptat de autoritățile militare austriece și a intrat în 1916, în posesia contelui Ottokar Czernin, cancelarul Austro-Ungariei; autoritățile austriece i-au intentat lui Flondor un proces la Curtea Marțială din Lemberg (Lvov) care s-a judecat  în perioada 1916-octombrie 1918, însă n-a fost soluționat datorită evenimentelor de război. În 1918 s-a prăbușit Imperiul Austriac.
Între primăvara și vara 1918 a fost primar la Storojineț.
În toamna anului 1918, revine în fruntea mișcării de eliberare națională a românilor din Bucovina și cere guvernatorului austriac conte Josef Ezdorf să predea românilor prerogativele puterii.
La 9/22 octombrie 1918 a apărut la Cernăuți primul număr al ziarului Glasul Bucovinei, fondat de Sextil Pușcariu, Vasile Bodnărescu, Radu Sbiera și Alexe Procopovici, cu apariție bi-săptămânală. Editorialul „Ce vrem”, publicat în numărul 1 din 22 octombrie 1918, a reprezentat o declarație de principii a românilor bucovineni în problema națională; în articol se scrie: "Vrem să rămânem Români pe pământul nostru strămoșesc și să ne ocârmuim singuri, precum o cer interesele noastre românești".
La Viena, cei 6 deputați români din Dietă (parlament) au transformat Clubul parlamentar român în Consiliul Național Român, condus de C. Isopescu- Grecul și Gheorghe Grigorovici.
La 14/27 octombrie 1918, din inițiativa lui Iancu Flondor și Sextil Pușcariu s-a organizat la Cernăuți Marea Adunare Națională Română care s-a proclamat  Adunare Constituantă, întrunită în sala „Palatului Național” din  Cernăuți, în prezența a peste 150 de delegați. Istoricul Ion I. Nistor precizează în lucrarea sa Unirea Bucovinei că „Convocarea adunării s-a făcut în baza articolului 2 din legea austriacă pentru întruniri. Scopul adunării era de a se proclama constituanta și de a alege un consiliu național ca organ reprezentativ al românilor bucovineni, care avea să intre imediat în legătură cu românii din Transilvania și Ungaria.” La această adunare politică au participat deputații români din Parlamentul din Viena, foștii deputați din ultima dietă a Bucovinei și primarii din întreaga provincie , totodată s-a creat Consiliul Național Român, alcătuit din 50 de membri, cu reprezentanți din toate județele Bucovinei, precum și un organism cu caracter de guvern numit Consiliul Secretarilor de Stat, alcătuit din 14 secretari de stat. Guvernul provizoriu avea un comitet executiv, prezidat de Iancu Flondor. Adunarea Constituantă  votează, la propunerea lui Iancu Flondor, "Moțiunea Constituantă a Bucovinei" pentru Unirea Bucovinei cu România. Moțiunea a fost citită de Dorimedont Popovici, ajutor de primar al orașului Cernăuți și deputat în Dieta Bucovinei. După adunarea Constituantei Bucovinei, membrii Consiliului Național Român au fost urmăriți de jandarmeria austriacă, încă în plină putere și s-a încercat chiar arestarea lor, fiind declarați „trădători de țară.”

Bustul lui Iancu Flondor, amplasat în Parcul Drapelelor din Suceava cu ocazia centenarului Marii Uniri

Pe data de 28 octombrie 1918, Iancu Flondor, deputatul Gh. Sârbu și fostul deputat Dori Popovici, în numele Consiliului Național, au cerut guvernatorului Josef Ezdorf să predea puterea de guvernare, dar acesta a refuzat.
Elemente antiunioniste, în frunte cu Aurel Onciul, au început să se manifeste ostil și tulburau ordinea publică. Soldați ucraineni din Regimentul de Infanterie 41 și din cel de Vânători 22, în ziua de 2 noiembrie au părăsit cazărmile, au prădat depozitele statului, s-au înarmat cu arme și muniții și  nu s-au mai supus ordinelor superiorilor. Haosul pusese stăpânire pe Cernăuți, iar corpurile de armată austro-ungare din Ucraina și Basarabia erau în dizolvare. În Cernăuți se aflau și legiunile de voluntari ucraineni, sub comanda arhiducelui Wilhelm de Habsburg, cu nume ucrainizat în cneaz Wasyl Weschywan , zis cneaz Stefanowicz, pretins conducător al „Regatului Ucrainean”. O parte a legionarilor ucraineni a dezertat și s-a unit cu soldații ucraineni din cele două regimente din oraș. În aceste condiții, guvernatorul, cu doar un număr redus de jandarmi, nu mai putea restabili ordinea.
În 4 noiembrie, în casa profesorului Alexandru Hurmuzachi a avut loc o întâlnire între guvernatorul Etzdorf și Iancu Flondor, însoțit de Aurel Țurcan și I. V. Stârcea. Etzdorf le spune politicienilor bucovineni că este gata să se retragă din funcție dacă se constituie un guvern din reprezentanți ai ambelor naționalități : români și ucraineni; Iancu Flondor refuză.
La 6 noiembrie, elemente reacționare, susținute de indivizi înarmați, ocupă Palatul guvernatorului pe care îl gonesc, precum și clădirile administrației provinciale și se instalează ca "guvern al Bucovinei". Guvernatorul Josef Ezdorf se vede nevoit să semneze Protocolul de transmitere a puterii de guvernământ asupra Bucovinei din 6 noiembrie 1918 și predă puterea lui Omelian Popowicz (fost deputat ucrainean) și lui Aurel Onciul, pe care îl considera ca fiind "unicul român proaustriac".
Pentru mai multe detalii, vedeți Lovitura de stat din Ducatul Bucovinei din 6 noiembrie 1918.
La 15/28 noiembrie 1918 Congresul General al Bucovinei, întrunit în Sala Sinodală din Palatul Mitropolitan din Cernăuți (clădire proiectată la 1860 de Josef Hlavka, astăzi fiind Universitatea din Cernăuți) sub președinția dr. Iancu Flondor, a adoptat prin vot moțiunea Unirii Bucovinei cu Regatul României. În rezoluțiunea Congresului General al Bucovinei prin care s-a hotărât Unirea se menționează: „Drept aceea noi, Congresul General al Bucovinei, întrupând suprema putere a țării și investit singur cu putere legiuitoare, în numele suveranității naționale hotărâm Unirea necondiționată și pentru vecie a Bucovinei, în vechile ei hotare până la Ceremuș, Colacin și Nistru, cu Regatul României". La 28 noiembrie 1918 s-a prezentat în Congresul general hotărârea de Unire a Bucovinei care se luase anterior în 27 octombrie 1918.
La Congresul General, din partea Basarabiei erau prezenți Pantelimon Halippa, Ion Pelivan, Ion Buzdugan și Grigore Cazacliu, iar din Transilvania, Gheorghe Crișan, Victor Deleu și Vasile Osvada. Au participat și peste o sută de refugiații bucovineni care au venit la 24 noiembrie din Basarabia, la Cernăuți, în frunte cu I. Nistor, dintre care 12 fruntași au fost cooptați în Consiliul Național.

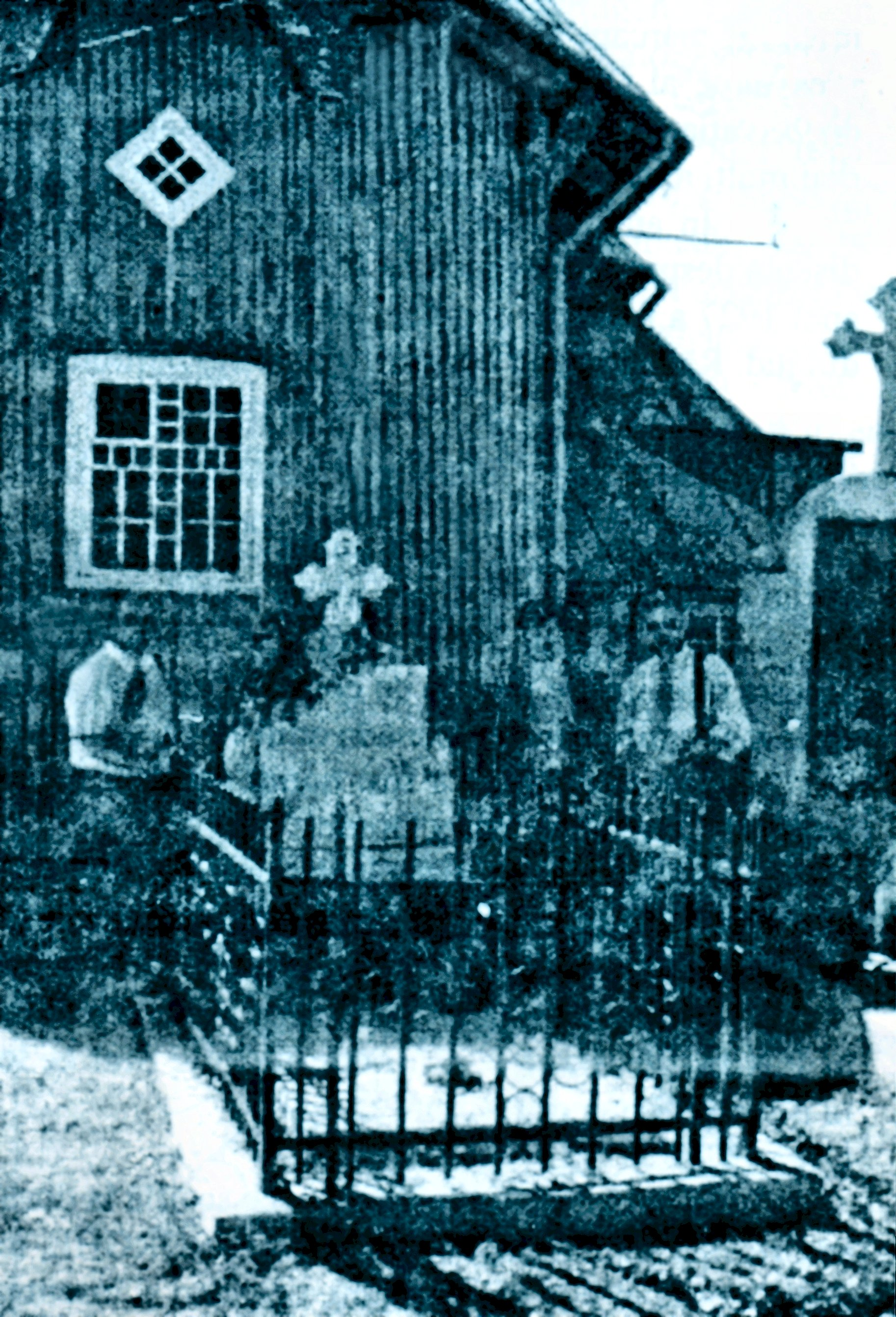
Mormântul lui Iancu de Flondor la Storojineț

Documentul original al Proclamației din 15/28 noiembrie 1918 de Unire a Bucovinei cu Regatul României se găsește în Fondul personal Iancu Flondor din Arhivele Naționale ale României. Tot în acest fond personal este inclusă adresa Președintelui Congresului General al Bucovinei către primul-ministru al Guvernului României, prin care i se aduce la cunoștință hotărârea luată în Sala Sinodală  din Cernăuți. Moțiunea de Unire a fost adoptată cu unanimitate de voturi. La Congresul General al Bucovinei (inclusiv la votarea moțiunii de Unire) au participat 74 membri ai Consiliului Național Român, 7 delegați germani, 6 delegați polonezi și 13 delegați ucraineni din comunele ucrainene Rarancea, Toporăuți, Cuciurul Mic, Ivancăuți, Putila-Storojinețului..  Moțiunea de Unire a fost sprijinită de o delegație a Consiliului național al Polonilor din Bucovina  și de o delegație a Consiliului național al Germanilor din Bucovina. Iancu Flondor este ales ca președinte al Consiliului Național Român și devine primul șef al guvernului român în Bucovina. Cu acest prilej, el declară: "Sunt gata să jertfesc totul pentru înfăptuirea voinței poporului român din Bucovina".
Luând act de hotărârea adoptată de Congresul General al  Bucovinei din Cernăuți, la 19 decembrie 1919 apare Decretul- regal nr.3744 privitor la unirea Bucovinei cu România, având următorul cuprins: "Bucovina, în cuprinsul granițelor sale istorice, este și rămâne de-a pururi unită cu Regatul României." Semna Regele Ferdinand I și Ion I.C.Brătianu, președintele Consiliului de Miniștri și ministru al afacerilor externe. Tratatul de pace cu Austria, semnat la Saint-Germain-en-Laye (Franța) la 10 decembrie 1919, preciza că Austria renunță la fostul Ducat al Bucovinei în favoarea României. În Tratat se stabilește granița de-a lungul Ceremușului -Colacinului și până la Nistru -vechiul hotar al Moldovei voievodale.
În iarna lui 1918 a intrat în conflict cu rivalul său Aurel Onciul, fost deputat în Parlamentul austriac, asupra viitorului politic al Bucovinei. Aurel Onciul acționa pentru păstrarea Bucovinei în cadrul unui stat austriac federal și a încheiat o înțelegere cu Consiliul Național Ucrainean, pentru împărțirea provinciei în districte separate românești și ucrainene. Onciul și Consiliul Ucrainean au forțat împreună guvernatorul austriac, la 6 noiembrie, să cedeze puterea guvernului provizoriu româno-ucrainean din Cernăuți.
Consiliul Național Român a denunțat înțelegerea   și a apelat la guvernul român de la Iași, pentru intervenția armatei române, în vederea restabilirii ordinei. În acest sens, Consiliul Național a trimis la Iași în noiembrie 1918 un delegat,  Vasile Bodnărescu, cu misiunea de a obține sprijin armat de la guvernul român. Vasile Bodnărescu s-a întâlnit în două rânduri cu Alexandru Marghiloman, primul-ministru.  La Iași s-a dus și Aurel Onciul pentru a cere guvernului român să nu trimită trupe în Bucovina, însă acesta a fost fluierat în gara din Iași, de refugiații români din Bucovina și a fost reținut.
La data  de 23 octombrie/5 noiembrie 1918 prin Ordinul de operații nr. 1, semnat de generalul Constantin Hârjeu, ministru de război, s-a dispus ca Divizia 8 Infanterie,  cu regimentele 16, 29 și 37 Infanterie, comandată de generalul Iacob Zadik, din Corpul IV de Armată, având ca șef de stat major pe colonelul Rovinaru, să ocupe fără întârziere Ițcani, Suceava și apoi progresiv întreaga Bucovină până la Cernăuți inclusiv ;  la 8 noiembrie detașamentele armatei  române Dragoș, Alexandru cel Bun și Suceava trec vechea graniță a Bucovinei, iar în 11 noiembrie 1918 armata română a intrat în Cernăuți, unde a avut parte de o primire triumfală, fiind aclamată  în Piața Unirii (piața din fața primăriei, pe atunci, Piața Principală) de mii de români, în frunte cu președintele Consiliului Național  Român Iancu Flondor care în cuvântul său a spus: "Domnule General, dați-mi voie să vă binecuvântez, așa cum o fac doi frați care, după o lungă și dureroasă despărțire, se întâlnesc spre a nu se mai despărți niciodată. O fac, deschizând brațele mele și strângându-vă la piept." Armata română a fost chemată în Bucovina de o putere legal constituită, Consiliul Național, și nu a pătruns ca o armată de ocupație. În "Apelul Președintelui Consiliului Național al Bucovinei, Iancu Flondor, către poporul român" se menționează că "Consiliul Național [Român] a luat în ziua de 10 noiembrie [1918]  în seamă stăpânirea țării și va exercita puterea prin guvernul său." [ "Guvernul" Bucovinei era denumirea formei de conducere a provinciei din epoca austriacă (<<Landesregierung>>)].
Recepția oficială a generalului Zadic , de către Consiliul Național Român în frunte cu Dionisie Bejan și Iancu Flondor a avut loc în sala festivă din Palatul Național Român, în 11 noiembrie 1918. În acest răstimp, forțele ucrainene s-au retras către Galiția fără să opună rezistență. Marele cartier general a întărit Divizia 8 Infanterie cu noi forțe, respectiv Brigăzile 15 și 25 Infanterie. Pe baza ordinului primit, trupele române au continuat înaintarea, făcând legătura cu Divizia 1 Cavalerie, comandată de generalul Mihail Schina, aflată în nordul Basarabiei.
La 30 octombrie/12 noiembrie 1918, Consiliul Național a votat o "Lege fundamentală provizorie asupra puterilor în Țara Bucovinei" prin care și-a asumat puterea în stat. Dionisie Bejan era președintele Consiliului.
Pe 13 noiembrie, la a treia ședință a Consiliului Național din Bucovina, Iancu Flondor a prezentat programul guvernului Bucovinei, care cuprindea politica externă, finanțele, apărarea, agricultura, învățământul etc.
La data de 15/28 noiembrie 1918, Congresul General al Bucovinei consfințește revenirea acesteia la Patria-Mamă. Moțiunea prin care se propunea unirea cu România a fost prezentată de președintele Congresului, dr. Iancu Flondor, iar la dezbateri a luat cuvântul profesorul dr. Ion Nistor care a făcut o scurtă istorie a răpirii Bucovinei în 1775 și a afirmat "...declarăm actul de cesiune de la 1775 nul și neavenit și hotărâm realipirea țării noastre [Bucovina] la Moldova, din trupul cărei fusese ruptă." Iancu Flondor a dat cuvântul reprezentantului Consiliului Național Polon din Bucovina, dr. Stanislav Kwiatkowski, și profesorului dr.Alois Lebouton, reprezentantul Consiliului Național German din Bucovina,  ambii declarând că recunosc drepturile românilor și exprimându-și adeziunea la Unirea Bucovinei a acestor naționalități.
Se hotărăște formarea unei delegații de 15 persoane, condusă de I.P.S.S. mitropolitul Vladimir de Repta și de Iancu Flondor, care să prezinte regelui Ferdinand moțiunea de unire. Delegația Bucovinei este primită la Iași de regele Ferdinand la 29 noiembrie 1918, căruia i-a fost înmânat Actul Unirii.
La data de 18 decembrie 1918, Iancu Flondor este numit în funcția de ministru secretar de stat, fără portofoliu, însărcinat cu administrarea Bucovinei în Guvernul Ion I.C. Brătianu (5). A fost ministru pentru Bucovina în perioada decembrie 1918-aprilie 1919.  În această calitate, el a pus bazele noii administrații românești în Bucovina: a introdus limba română în învățământ (fiind înființate școli românești la Cernăuți, Românești,Siret, Călinești), în administrație, justiție etc.; a angajat funcționari din rândul autohtonilor; a militat pentru recuperarea depozitelor din băncile austriece; a sprijinit presa românească; a promovat democratizarea vieții publice și a pledat în favoarea intereselor țăranilor în cadrul elaborării proiectului de reformă agrară ș.a. Numeroase documente din Fondul personal Iancu Flondor din Arhivele Naționale ale României evidențiază ampla activitate a lui Iancu Flondor pe plan economico-financiar, ca ministru pentru administrarea Bucovinei. Dintre acestea, trebuie menționate memoriile lui Iancu Flondor către Ministerul de Finanțe, prin care solicită susținerea financiară a economiei Bucovinei printr-un împrumut intern, pe bază de bonuri de tezaur, proiectul de lege asupra colonizării zonelor cu populație rară, care prevedea ca cei nou veniți să aibă vârsta de cel mult 45 de ani, să fi satisfăcut serviciul militar, să fie căsătoriți, cu copii, să se ocupe de agricultură, să posede inventar agricol necesar cultivării lotului.
De asemenea, în anul 1919, când  se dezbătea intens problema organizării administrative a statului român, gruparea lui Iancu Flondor a propus la 24 aprilie 1919, prin „Programul românilor bucovineni”, publicat în ziarul "Bucovina" din 24 aprilie 1919,  să se înființeze în "nordul țării, dincoace de Carpați, un centru propriu administrativ". Această regiune urma să cuprindă Bucovina, Ținutul Hotinului, Dorohoi și parțial Botoșani.  "Înființarea lui ar  schimba repede fizionomia etnică din această parte, garantând siguranța și contribuind la înflorirea statului", afirma el atunci.
Un alt aspect ignorat de către succesorii săi la cârma administrației bucovinene a constat în prevenirea nemulțumirilor populației și în asigurarea unei integrări profunde, dar fără tensiuni, a minorităților în cadrul României Mari. Într-un raport din 2 aprilie 1919 către regele Ferdinand, Iancu Flondor spunea: "În această situație mi-am zis că pe lângă servirea credincioasă a cauzei comune a neamului trebuie să evit tot ce s-ar resimți de populația neromânească ca o nedreptate prin măsuri pripite și nechibzuite și toate urmările lor s-ar compromite poate ireparabil cauza bună a neamului, precum s-a întâmplat în Basarabia, bântuită și azi de adânci nemulțumiri dăunătoare idealului național" .
Fondul personal Iancu Flondor, mai sus menționat, conține numeroase scrisori adresate lui Iancu Flondor din partea unor personalități ale vremii, cum sunt Grigore Antipa, Ioan Bogdan, George Bogdan-Duică, Matei Eminescu, Alexe Procopovici, Constantin Rădulescu-Motru, Theodor Stefanelli, Gh. Țițeica, Petre Missir, P.P.Negulescu, mareșalul Alexandru Averescu, Sever Zotta, Iuliu Maniu, Ion Nistor, Aurel Onciul, M. Pherekyde, Ion I. C.Brătianu ș.a. De asemenea, în fond sunt incluse o serie de documente care au aparținut Elenei Flondor, soția lui Iancu Flondor, fiului acestora Șerban Flondor, soției lui Șerban, Nadeje (Nadejda) Flondor, una dintre fiicele lui Barbu Știrbei și lui Nicolae (Nicu Flondor, fratele lui Iancu Flondor. (Rînziș, Filofteia, op.cit.).
Altă personalitate menționată în fondul personal este Șerban Flondor, (primul fiu), născut la Storojineț, la 2/14februarie 1900. Acesta absolvă Universitatea din Iași cu diploma de inginer agronom (1926); în 1929 primește ca mason, diploma de maestru al "Marii Loje Masonice Naționale din România." În 1939 este ales deputat în Camera Deputaților, pentru ținutul Suceava. Evenimentele din primăvara anului 1944 (ocuparea Bucovinei de Nord de către U.R.S.S.) îl obligă pe Șerban, ca și pe alte mii de bucovineni, să ia calea bejeniei, refugiindu-se la Buftea, la proprietatea soției sale Nadejda. În subsidiar, ar fi de menționat că Șerban Flondor a fost deținut politic al regimului comunist din România (1952–1957). (Mircea Irimescu, op.cit. p. 205).
Câteva adrese din fondul personal al lui Iancu Flondor către Iuliu Maniu evidențiază dezacordul liderului bucovinean față de fuziunea dintre Partidul Național al lui Iuliu Maniu și Partidul Țărănesc al lui Ion Mihalache.
In Arhivele Statului din Cernăuți există "Colecția de documente "Familia Flondor", care cuprinde 10 dosare; fondul "Colecția de documente..." are numărul de inventar 1243.
Iancu Flondor, în orele de repaus de la conacul său din Storojineț, cultiva muzica, fiind un violoncelist distins sau sculptura pentru care avea un  talent pronunțat. La Storojineț se ocupa de administrarea moșiei. Avea fabrică de spirt și creștea vite. Fiica sa vitregă, Maria Flondor, care ulterior s-a  căsătorit cu profesorul Gh. A. Cuza, scria versuri în limba germană pe care voia să le publice la Viena.
Spre cinstirea celor care s-au jertfit pentru împlinirea idealului sfânt al Unirii, la 11 noiembrie 1924, în Piața Unirii din Cernăuți a fost dezvelit monumentul unirii . La festivitate au participat Regele Ferdinand  și Regina Maria, Principele Carol și Principesa Elena, prim-ministrul  Ion I. C. Brătianu ș.a.

## Alte activități sociale
A fost membru de onoare al Societății Academice Junimea din Cernăuți (1897) și al  Societății Academia Ortodoxă. A fost redactor-șef al ziarului "Patria" (1897–1900), de asemenea coeditor și coproprietar al publicației de propagandă românească în l. germană  Bukowiner Journal (1902–1903). A fost președinte al Partidului Poporal Național Român din Bucovina și al Partidului Creștin Social Român din Bucovina (1908–1910). Din perspectiva funcțiilor deținute, cea mai importantă rămâne activitatea pe plan politic. Din documentele păstrate în fondul personal Iancu Flondor, menționat mai sus, se constată preocuparea lui Flondor pentru organizarea Partidului Național Român din Bucovina, fixându-i statutele lui, după care se conturează principalele direcții din programul acestui partid: pe plan extern -apropierea de țările vecine României din Peninsula Balcanică, pe plan intern—reforme pentru clasa țărănească, crearea Casei Rurale, încurajarea industriei casnice țărănești, crearea unui credit comercial și industrial pentru întărirea clasei de mijloc, înființarea Casei Spitalelor la sate și orașe etc.

## Retragerea sa din funcțiile deținute
Iancu Flondor s-a retras din toate funcțiile politice deținute la 15 aprilie 1919 (când a demisionat din funcția de ministru secretar de stat în guvernul Ion I.C.Brătianu, în urma unui conflict cu Ion Nistor), dezamăgit de moravurile politice ce se instaurau. În concepția lui Iancu Flondor, integrarea Bucovinei trebuia să urmărească descentralizarea și crearea de autonomii provinciale. În schimb, Ion Nistor era adeptul unei centralizări de tip liberal francez, promovând ideea conducerii provinciei fără organe legislative și executive proprii. În locul lui Flondor, este desemnat istoricul Ion Nistor. După spusele proprii, el a demisionat din guvernul României, "atunci când ar fi trebuit să facă jertfe de cinste", în fața "afacerilor veroase" pe care unii din colegii săi din guvern le făceau în defavoarea Bucovinei și bucovinenilor. Reacția lui Iancu Flondor a fost generată de desemnarea lui I. V. Stârcea ca ministru delegat pentru Bucovina în locul lui Ion Nistor (în guvernul Averescu), Stârcea fiind acuzat de afaceri ilegale cu pădurile Fondului Bisericesc.
În anul 1920 a intrat în Partidul Poporului, condus de generalul Alexandru Averescu, însă la 2 mai 1920 a demisionat din Partidul Poporului. În anul 1921 Take Ionescu, care încerca să găsească o soluție pentru formarea noului cabinet (ce urma să fie numit la 17 decembrie 1921) i-a contactat pe Matei Cantacuzino și pe Iancu Flondor care avea reputația de om integru și cu spirit practic, constructiv, pentru a sonda șansele includerii acestora în viitorul său guvern. Matei Cantacuzino a declinat oferta, iar Iancu Flondor, deși sosit în capitală, a acționat spre găsirea unei soluții independente de guvernul Take Ionescu.(Ion Bitoleanu, op. cit. p. 30)
La 2 iunie 1919, Iancu Flondor a organizat o adunare publică în sala Primăriei din Cernăuți, la care au participat primarul Cernăuțiului Gh. Șandru și alte personalități politice importante, alături de reprezentanții comunităților germană, ucraineană și evreiască. Scopul acestei adunări a fost acela de a analiza activitatea depusă de către Iancu Flondor în calitatea sa de fost ministru delegat pentru Bucovina și de a dezbate modul de organizare a provinciei până la adoptarea unei constituții. Adunarea a adoptat o Moțiune a cărei publicare în ziarul „Bucovina” a fost interzisă de către cenzură. Acest document face referire la necesitatea înființării unui consiliu administrativ care să gestioneze problemele provinciei, elaborarea unei reforme electorale, garantarea drepturilor la întrunire și liberă exprimare.
Retras la Storojineț, Iancu Flondor a urmărit îndeaproape evenimentele politice din România, menținând relații strânse cu reprezentanții partidelor aflate în opoziție față de PNL. Era dezamăgit de scandalurile politice, abuzurile guvernanților și luptele politice. În martie 1923, îi scria lui Iuliu Maniu: "Tot timpul am urmărit cu cel mai viu interes acțiunea Dumneavoastră politică în vederea restabilirii dreptății și a legalității vieții politice din România întregită fiind și eu convins că viitorul țării și nației noastre este strâns legat de drept și legalitate, și că visul secular al unei Românii întregite, prospere și puternice nu este realizabil decât numai pe această cale" .
Iancu Flondor, decorat cu Marea Cruce a Ordinului Coroana României de către Regele Ferdinand a trecut la cele veșnice la data de 19 octombrie 1924 în orașul Cernăuți. Vlad Gafița, în teza sa de doctorat precizează  că Iancu Flondor s-a stins din viață în conacul său din Flondoreni (Storojineț). Conform cumnatului său, Sever Zotta, «moartea i-a provenit din embolie, de care își dădea foarte bine sama, zicând adeseori că el nu va trăi mult. Sâmbătă, 18 octombrie, s-a simțit destul de bine; a luat masa și s-a retras la 9 ceasuri. Până la 10 oare sara a fost la el cumnatul său dl. Octavian Zotta, fratele meu [al lui Sever Zotta] căruia i-a zis să-i salute pe ceilalți... A doua zi, servitorul observând că până la 11.30 dimineața nu este chemat de stăpân a intrat în cameră și l-a găsit mort în pat în o expresie foarte liniștită.»
Un ziar din Franța, Journal des dėbats a anunțat astfel decesul lui Iancu Flondor: «La semaine dernière est mort, dans son château de Flondoreni, M. Jean de Flondor, ancien ministre d'Etat et président du gouvernement provisoire de Bucovine, lors de l'écroulement de l'empire d'Autriche-Hongrie.»
Statul român i-a organizat funeralii naționale, reprezentanții regelui și ai guvernului depunând coroane. A fost înmormântat în cripta familiei din curtea bisericii "Sfinții Arhangheli Mihail și Gavril" din Storojineț în 23 octombrie 1924.  După ocuparea sovietică a Nordului Bucovinei, mormântul lui Iancu Flondor este profanat, iar monumentul funerar este distrus. La 28 noiembrie 1991 este sfințit un nou monument funerar, ridicat prin osârdia Episcopiei Ortodoxe din Oradea și grija Societății pentru Cultura Românească „Mihai Eminescu” din Cernăuți.

## In memoriam
În București, strada care unește Foișorul de Foc cu Bulevardul Pake-Protopopescu îi poartă numele: str. Iancu, Cavaler de Flondor.
În Cernăuți a existat "strada Iancu Flondor" (1919), fostă "Herrengasse"; după intrarea în componența Ucrainei, și-a schimbat denumirea în "str. Olga Kobyleanska".
În orașul Rădăuți a fost amplasat bustul lui Iancu Flondor, realizat de sculptorul Marcel Mânăstireanu.
Nicolae Iorga a adus un omagiu lui Iancu Flondor, scriind: «Cu adâncă recunoștință mulțumim omului întreg și neînfricoșatului român.»